# Takayuki Yamaguchi
Takayuki Yamaguchi (山口 貴之 Yamaguchi Takayuki?, nacido el 1 de agosto de 1973 en Tokio) es un exfutbolista japonés. Jugaba de centrocampista y su último club fue el FC Machida Zelvia de Japón.

## Trayectoria

### Clubes
| Club               | País  | Año         |
| ------------------ | ----- | ----------- |
| Verdy Kawasaki     | Japón | 1992 - 1999 |
| Brummell Sendai    | Japón | 1995        |
| Kyoto Purple Sanga | Japón | 1996 - 1997 |
| Vissel Kobe        | Japón | 1999        |
| Gamba Osaka        | Japón | 2000 - 2001 |
| Vissel Kobe        | Japón | 2001 - 2003 |
| Thespa Kusatsu     | Japón | 2004 - 2005 |
| Sagan Tosu         | Japón | 2006 - 2007 |
| FC Machida Zelvia  | Japón | 2008        |

## Palmarés

### Títulos nacionales
| Título         | Club           | País  | Año  |
| -------------- | -------------- | ----- | ---- |
| Copa J. League | Verdy Kawasaki | Japón | 1992 |
| Copa J. League | Verdy Kawasaki | Japón | 1993 |
| J1 League      | Verdy Kawasaki | Japón | 1993 |
| Copa J. League | Verdy Kawasaki | Japón | 1994 |
| J1 League      | Verdy Kawasaki | Japón | 1994 |